# Lützow-Holm-Komplex
Der Lützow-Holm-Komplex (Lützow-Holm Complex LHC) ist ein orogener Gürtel Ostantarktikas. Er erstreckt sich entlang am meeresseitigen Rand vom Königin-Maud-Land (Dronning Maud Land), beginnend am östlichen Ende der Kronprinz-Olav-Küste, wo er die Rayner-Provinz anschließt. Von dort verläuft er bis zur Lützow-Holm-Bucht an der Prinz-Harald-Küste. Dort grenzt er an die Sør Rondane sowie das Königin-Fabiola-Gebirge (Yamato Mountains) und die Belgica Mountains, die beide den Yamato-Belgica-Komplex bilden.

Karte der Antarktis mit Ostantarktika und den umliegenden Gewässern
Lage des Königin-Maud-Landes

## Bildung und Struktur

Königin-Maud-Land mit dem Lützow-Holm-Komplex, der Sôya Coast und dem Yamato-Belgica-Komplex
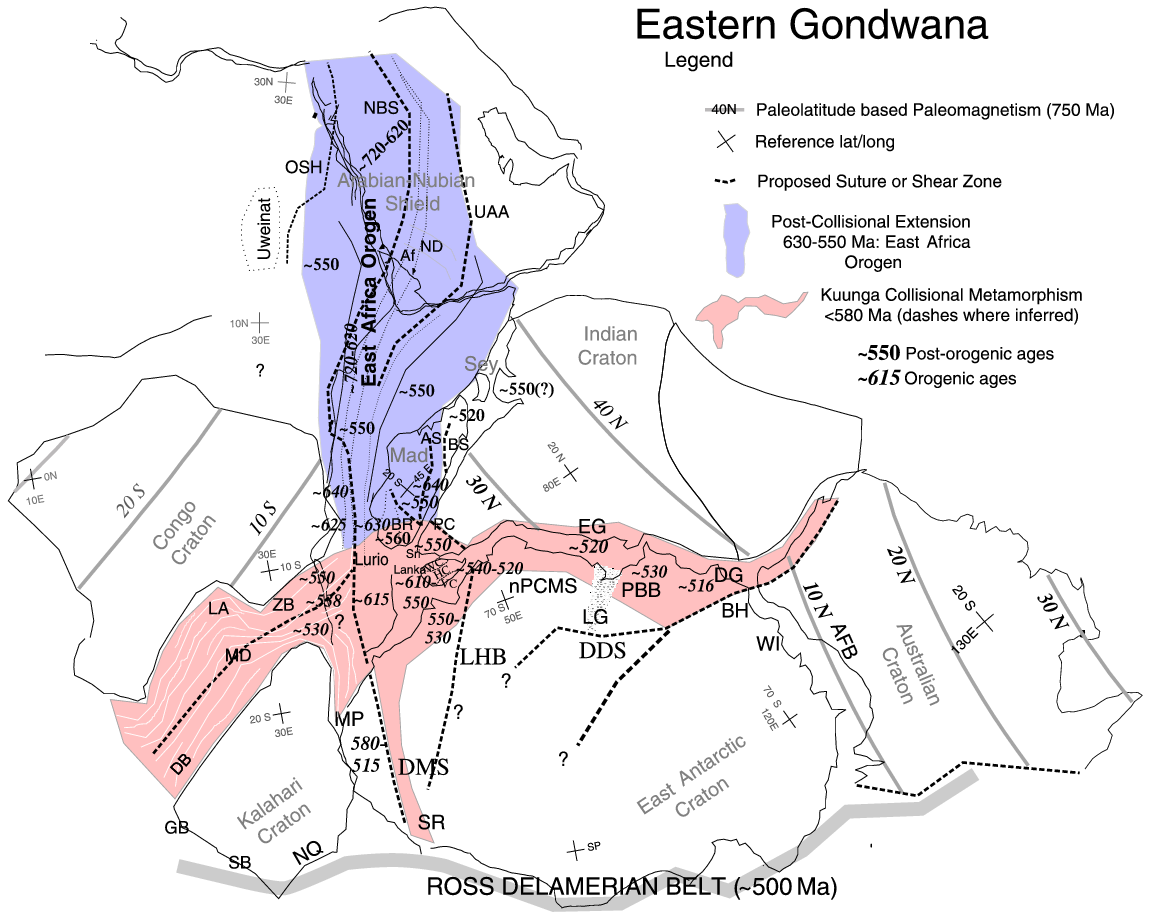
Ostafrikanisches Orogen (blau markiert) und Kuunga-Orogen (rot markiert)

Der Lützow-Holm-Komplex wird als eine als Ansammlung von drei Inselbogenterranen angesehen. Das älteste entstand im Neoarchaikum um ca. 2500 mya in südlichen LHC-Bereichen entlang der Prinz-Harald-Küste. In zentralen Bereichen entwickelte sich das paläoproterozoische ca. 1800 mya alte Terran, das sich an der Sôya Coast erstreckt. Die Sôya Coast stellt den nordöstlichen Abschnitt der Lützow-Holm-Bucht dar. Im Neoproterozoikum bildete sich um ca. 1000 mya in nördlichen Bereichen entlang der Kronprinz-Olav-Küste die dritte Krusteneinheit. Während des späten Neoproterozoikums kollidierten sie zwischen 600 und 500 mya während Kuunga-Orogenese, die mit zur Formierung des Großkontinents Gondwana führte.

## Gesteine und Metamorphosen
Der LHC setzt sich überwiegend aus felsischen bis intermediären Orthogneisen, wie Charnockite und biotit-hornblendehaltige Gneise und verschieden zusammengesetzte MetaSedimente mit z. B. Peliten, Psammiten, Quarziten und Marmoren zusammen. Weiterhin sind Metabasite mit mafischen bis ultramafischen Granuliten, Amphibolite und Trondhjemite vertreten. Der metamorphe Grad des Komplexes steigt von Amphibolit-Fazies in den nordöstlichen Bereichen, zu Granulit-Fazies in südwestlichen Bereichen. Der mittlere Bereich bildet die Übergangszone mit metamorphen Überprägungsgraden zwischen der Amphibolit- und Granulit-Fazies.

## Zirkone und Liefergebiete
In allen drei LHC-Zonen wurden detritische (verschleppte) Zirkone gefunden. Kerne von Zirkonen aus acht Metasedimentproben mit assoziieren magmatischen Sequenzen können in zwei dominante Gruppen unterteilt werden. Die erstere Gruppe ist definiert durch spätmeso- bis neoproterozoische (ca. 1000 bis 630 mya) Zirkone aus dem nordöstlichen Teil des LHC an der Kronprinz-Olav-Küste und den nördlichen Sôya Coast-Gebieten. Die zweite Gruppe enthält überwiegend neoarchaische bis paläoproterozoische (ca. 2800 bis 2400 mya) Zirkone im südwestlichen Gebiet der Lützow-Holm-Bucht. Diese Zirkonverbreitung könnte ihre Liefergebiete in den entsprechenden Magmatsuiten des LHC haben.
Jedoch führten weitere Zirkonuntersuchungen zu den Annahmen, dass einige von weiter entferntem Liefergebiete stammen könnten. So kommen benachbarte meso- bis neoproterozoischen, wie z. B. die Rayner-Provinz oder die ostindischen Ostghats und Sri Lanka, in Frage. Andere Hypothesen weiten die Liefergebiete noch auf Südindien, Madagaskar und Südostafrika aus. So weisen die detritischen Zirkone aus dem Highland-Komplex von Sri Lanka ein ähnliches Altersspektrum auf wie die des mittleren LHC-Bereiches, was darauf hindeutet, dass sich diese beiden Komplexe während des frühesten Neoproterozoikums in einem ähnlichen tektonischen Regime gebildet haben könnten. Weiterhin wird vermutet, dass sie eine Geosutur zwischen dem nördlichen LHC-Bereich und dem Vijayan-Komplex Sri Lankas bildete, in dem Reste eines ca. 1000 mya alten magmatischen Inselbogenkomplexes verbaut wurden. Die Kollision erfolgte im Zeitraum von 645 bis 521 mya.